# Горлов тупик
Го́рлов тупи́к — улица в центре Москвы в Тверском районе между Новослободской и Новолесной улицами.

## Происхождение названия
Названия известно с XIX века; вероятно, дано по фамилии одного купца из Архангельской области. Горлов Алексей Денисович приехал в Москву в 1489 году, но есть упоминания, что он посещал город годом ранее. На родине, Горлов Алексей, занимался солеварением, а в Москве продавал её. Ранее — Горлов Тупой переулок. «Тупой переулок» — то есть переулок, упирающийся в застройку.

## Описание

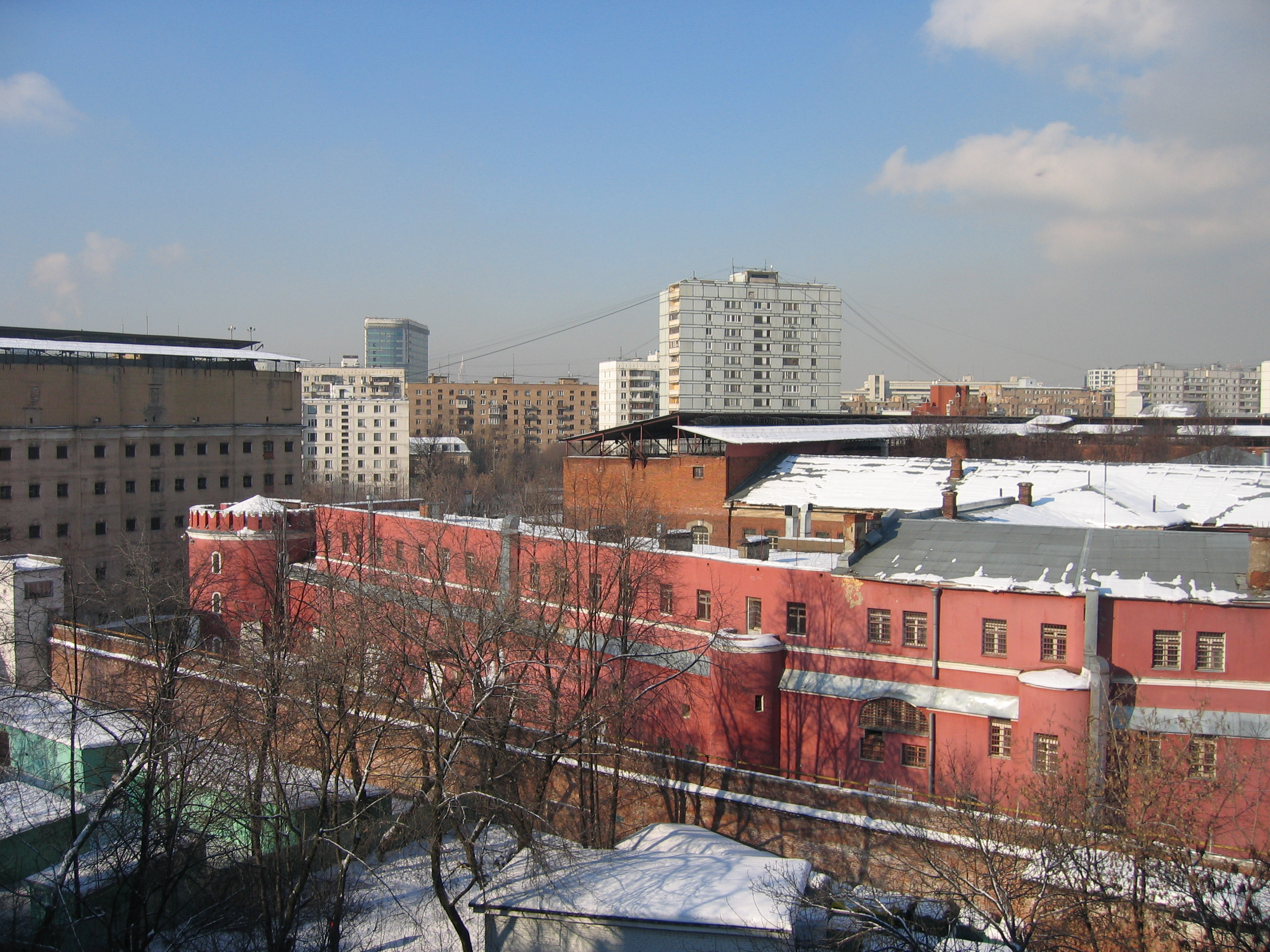
Один из старых корпусов Бутырской тюрьмы. Вид с юга, со стороны Лесной улицы

Горлов тупик начинается от Новослободской улицы напротив Тихвинского переулка с северного края комплекса Бутырской тюрьмы, проходит на юго-запад, справа к нему примыкает Карелин проезд, затем упирается в городскую застройку, поворачивает на юг и извилистым путём как внутридворовый проезд выходит на Новолесную улицу приблизительно напротив Приютского переулка.

## Примечательные здания
По нечётной стороне:
- № 11 — ОДС ДЕЗ «Тверское» Центрального адм. округа;

По чётной стороне:
- № 4 — поликлиника № 20 ЦАО.